# 李万熙
李万熙（：／；1931年9月15日—），本貫慶州李氏，韩国基督教系新兴宗教团体“新天地耶稣教证据帐幕圣殿教会”（SHINCHEONJI）的创办人。

## 生平
1984年3月14日创立了新天地耶稣教证据帐幕圣殿，并担任总会长。李万熙总会长也是全世界和平团体HWPL（天上文化世界和平光复）的代表。HWPL在联合国全球传播部(DGC)和联合国经济社会理事会(ECOSOC)登录为特别咨询地位团体,是在大韩民国首尔特别市登记的非政府团体。HWPL与合作团体(社)世界女性和平团体(IWPG)、下属团体国际青年和平团体(IPYG)超越国境、文化、思想,与各界领袖一起进行国际和平活动。 

## 争议问题
2014年新天地教会首次举办了万国会议，每年举行一次（2016年除外）与此同时邀请了很多宾客参加了“世界和平万国会议”。
李萬熙于2020年因妨碍新型冠状病毒防疫活动而接受大韩民国检查机关的调查，并于2022年8月12日被判无罪”。